# Eva Gómez
Eva María Gómez Sánchez (Sevilla, 30 de junio de 1971) es una presentadora de televisión española-chilena radicada en Chile. Se hizo conocida por conducir el talk show El diario de Eva entre 2003 y 2010.
Entre 2011 y 2013 estuvo a cargo de la conducción del Festival de Viña del Mar en compañía de Rafael Araneda. También integró el elenco de la versión chilena del musical Cabaret.
Actualmente se prepara para estrenar su primera película como protagonista Noches de Sol de Sebastián Badilla donde comparte elenco con Sebastián Badilla, Gonzalo Badilla, Eduardo Ravani, Fernando Larraín y Pablo Schwarz. La película tiene fecha de estreno en cines chilenos para enero de 2024.

## Biografía

### Inicios yEl Diario de Eva
Nacida y criada en Sevilla en 1971, fue la tercera hija del matrimonio entre el militar Victoriano Gómez y la modista Concepción Sánchez. Veinticinco años después en 1996 se radicó en Chile para instalarse en su capital Santiago y luego estudiar periodismo en la Universidad Diego Portales.
Una vez egresada como periodista, tras haber leído un aviso mural en 2001 postula para ser panelista del programa de farándula SQP del canal Chilevisión, donde finalmente queda y se mantiene dos años. En 2003 abandona SQP para luego conducir su propio programa llamado El diario de Eva, el cual era un talk show.
El 18 de abril de 2007, durante su programa se emitió un controversial capítulo en el que una familia enfrentó en cámara el resultado de una prueba de ADN que reveló que un niño de 9 años no era hijo de quien creía era su padre, lo cual causó repercusión en el programa matinal del canal TVN, Buenos días a todos, donde Raquel Argandoña, Felipe Camiroaga y Tonka Tomicic repudiaron el hecho afirmando que "No era posible que se llegara a este punto sólo por índice de audiencia" aludiendo a la competencia con Pasiones, programa del mismo canal emitido en simultáneo con el de Eva durante la tarde. Minutos más tarde, la misma Eva mediante un llamado telefónico al matinal defendió su programa y discutió con Ricarte Soto luego de que él la acusara por el índice de audiencia. Finalmente el Consejo Nacional de Televisión de Chile multó aproximadamente por 80 UTM a Chilevisión y no obstante a eso El diario de Eva siguió al aire.

### Festival Internacional de Viña del Mar
El 6 de diciembre de 2010, Chilevisión oficialmente ratificó a Eva Gómez junto a Rafael Araneda fueron confirmados como futuros animadores del LII Festival de Viña del Mar luego de que la misma casa televisiva se adjudicara los derechos de transmisión del festival internacional, por lo que El diario de Eva vio su fin el 31 de diciembre después de exitosos siete años al aire, tras haber sido conducido por Carmen Gloria Arroyo en reemplazo de Eva Gómez, de cara a su preparación para dicho evento en Viña del Mar.
Sin embargo tras dos discretos años y siendo blanco de críticas en las ediciones llevadas a cabo en 2012 y 2013, durante agosto de este último año se habría filtrado que Eva no seguiría para la siguiente edición por motivos personales, noticia que la misma española confirmó durante Primer plano. Tiempo más adelante Eva reveló las verdaderas razones de su alejamiento como animadora del Festival, dentro de las que mencionó su separación marital y un cáncer al útero que adquirió a mitad de año.
En 2017 salió de Chilevisión. En 2019 asumió la conducción del programa nocturno Así somos de La Red.

## Filmografía

### Televisión
| Año       | Programa                                             | Canal       | Rol                         |
| --------- | ---------------------------------------------------- | ----------- | --------------------------- |
| 2001-2003 | SQP                                                  | Chilevisión | Productora periodística     |
| 2003-2010 | El diario de Eva                                     | Chilevisión | Conductora                  |
| 2004      | Ángeles                                              | Chilevisión | Conductora                  |
| 2005-2007 | Historias de Eva                                     | Chilevisión | Conductora                  |
| 2007      | Premios Altazor                                      | Chilevisión | Conductora                  |
| 2007      | Cantando por un sueño                                | Canal 13    | Concursante (6.ª eliminada) |
| 2009      | Estos niños son imbatibles                           | Chilevisión | Conductora                  |
| 2011      | Super Estrellas                                      | Chilevisión | Conductora                  |
| 2011-2013 | Festival Internacional de la Canción de Viña del Mar | Chilevisión | Conductora                  |
| 2012-2013 | La mañana de Chilevisión                             | Chilevisión | Conductora                  |
| 2013-2015 | Lo que callamos las mujeres                          | Chilevisión | Conductora                  |
| 2013-2015 | Talento chileno                                      | Chilevisión | Conductora                  |
| 2013-2018 | Manos al fuego                                       | Chilevisión | Conductora                  |
| 2016      | Escuela para maridos                                 | Chilevisión | Conductora                  |
| 2016      | La Divina Comida                                     | Chilevisión | Invitada                    |
| 2016      | Divino Shopping                                      | Chilevisión | Conductora                  |
| 2019-2020 | Así somos                                            | La Red      | Conductora                  |
| 2020      | Bailando por un sueño                                | Canal 13    | Jurado                      |
| 2021-2022 | ¿Quién es la máscara?                                | Chilevisión | Unicornio                   |
| 2023      | Tierra Brava                                         | Canal 13    | Concursante (Abandona)      |
| 2024      | Caja de Pandora                                      | La Red      | Conductora                  |
| 2025      | Amiga Date Cuenta                                    | TV+         | Conductora                  |